# Sylvain Bouchard
Sylvain Bouchard (ur. 12 kwietnia 1970 w Loretteville) – kanadyjski łyżwiarz szybki, dwukrotny medalista mistrzostw świata.

## Kariera
Największy sukces w karierze Sylvain Bouchard osiągnął w 1998 roku, kiedy zwyciężył w biegu na 1000 m podczas mistrzostw świata na dystansach w Calgary. Na tych samych mistrzostwach zdobył też srebrny medal na 500 m, rozdzielając na podium Japończyka Hiroyasu Shimizu i swego rodaka Jeremy'ego Wotherspoona. Kilkakrotnie startował na mistrzostwach świata w wieloboju sprinterskim, najlepszy wynik osiągając podczas sprinterskich mistrzostw świata w Heerenveen w 1996 roku, gdzie był piąty. W 1994 roku wystartował na igrzyskach olimpijskich w Lillehammer, zajmując piąte miejsce na 1000 m oraz jedenaste na dwukrotnie krótszym dystansie. Na rozgrywanych cztery lata później igrzyskach w Nagano był czwarty na 500 m. Walkę o medal przegrał tam ze swym rodakiem Kevinem Overlandem. Na tych samych igrzyskach był też ponownie piąty w biegu na 1000 m. Kilkukrotnie stawał na podium zawodów Pucharu Świata, odnosząc przy tym dwa zwycięstwa. 7 grudnia 1996 roku w Jeonju wygrał bieg na 1000 m, a 20 marca 1998 roku w Milwaukee był najlepszy na 500 m. Najlepsze wyniki osiągnął w sezonie 1997/1998, kiedy zajął trzecie miejsce w klasyfikacji końcowej 1000 m.
Jego brat, Pat Bouchard, również był panczenistą.